# 용현여자중학교
용현여자중학교(龍現女子中學校)는 대한민국 인천광역시 미추홀구 용현동에 있는 공립 중학교이다.

## 학교 연혁
- 1984년 12월 31일 :  용현여자중학교 설립인가
- 1985년 3월 1일 : 초대 김학목 교장 취임
- 1985년 3월 4일 : 개교(신입생 8학급 493명 입학)
- 1987년 12월 21일 : 청운대 탑 건립
- 1993년 8월 31일 : 교실 증축(교실 3개)
- 1997년 7월 31일 : 컴퓨터실, 방송실 시설 완공
- 2002년 3월 4일 : 급식소 건립
- 2003년 3월 5일 : 청운관 개관
- 2004년 12월 29일 : 교육환경개선사업 (청운의 샘, 표지판 설치)
- 2024년 1월 8일 : 제37회 졸업장 수여식(244명) 총 누계인원 14,030명
- 2024년 3월 1일 : 제14대 김철환 교장 취임
- 2024년 3월 4일 : 신입생 입학 8학급 (255명)

## 참고 자료
- 용현여자중학교 - 한국교육학술정보원 학교알리미